# Jon Appleton
Pour les articles homonymes, voir Appleton.
Jon Appleton, né le 4 janvier 1939 à Hollywood en Californie et mort le 30 janvier 2022 à White River Junction (Vermont), est un compositeur de musique électroacoustique américain, et un des inventeurs du Synclavier.

## Biographie
Jon Appleton est né à Hollywood, en Californie, en 1939, au sein d'une famille de musiciens. Dès son enfance et adolescence, il travaille le piano et la composition. Il effectue des études au Reed College, à l'université d'Oregon et à l'université Columbia,.
Il fait partie du corps enseignant du Dartmouth College  à partir de 1967. Il est l'un des inventeurs du Synclavier, l'ancêtre du synthétiseur, dans les années 1970,,,,.
Au Dartmouth College, il dirige le programme de deuxième cycle en musique électroacoustique, qui combine des études en musique, en informatique et en technologie. Il réalise aussi des films sur la musique expérimentale, comme Scène unobserved présenté en 1974 à Bourges au 4e festival de musique expérimentale. En 1993, il intervient comme enseignant au Conservatoire de musique de Moscou, et en 1994, il est professeur invité au Dibner Institute, au sein du Massachusetts Institute of Technology (MIT). En 1995 et 1996, il est de même professeur invité à l'Université Keio à Tokyo. Il est l'un des membres fondateurs de la Confédération internationale de musique électroacoustique (CIME) et de la Society for Electro-Acoustic Music in the United States (SEAMUS).
Il est également l'auteur d'ouvrages ou d'articles sur la relation entre la musique et la technologie, dont les suivants: 21st Century Musical Instruments: Hardware and Software (Institute for Studies in American Music, Brooklyn, New York, 1989), Science in the Service of Music; Music in the Service of Science, Computer Music Journal, 1992.
En France, à la demande de l'Adem 06, il compose "Le dernier voyage de Lapérouse" et "Hopi, la naissance du désert" (mise en scène de Joëlle Noguès)  en 1993, pour les Rencontres de Chorales d'enfant.

## Discographie
- Wunderbra! avec Achim Treu (Crippled Dick Hot Wax, CDHW 086, 2003)
- Contes de la mémoire[13] (Empreintes DIGITALes, IMED 9635, 1996)

## Liste d'œuvres
- Apolliana (1970)
- CCCP (In Memoriam: Anatoly Kuznetsov) (1969)
- Ce que signifie la déclaration des droits de l'Homme et du citoyen de 1789 pour les hommes et les citoyens des îles Marquises (1989)
- Chef-d'œuvre (1967)
- Degitaru Ongaku (1983)
- Dima Dobralsa Domoy (1996)
- Dr Quisling in Stockholm (1971)
- Georganna's Fancy (1966)
- Georganna's Farewell (1975)
- Homage To Orpheus (1969)
- Homenaje a Milanés (1987)
- Human Music (1969)
- In Deserto (1977)
- In Medias Res (1978)
- Mussems Sång (1976)
- Newark Airport Rock (1969)
- Oskuldens Dröm (1985)
- 'Otahiti (1973)
- San Francisco Airport Rock (1996)
- Spuyten Duyvil (1967)
- Stereopticon (1972)
- The Sydsing Camklang (1976)
- Syntrophia (1977)
- Times Square Times Ten (1969)
- 'U ha'amata 'atou 'i te himene (1996)
- Yamanotesen To Ko (1997)
- Zoetrope (1974)